# H2O: Footprints in the Sand
H2O: Footprints in the Sand  è un anime prodotto nel 2008 in 12 episodi dallo studio Zexcs.

## Trama
Takuma Hirose è un ragazzo che frequenta le scuole superiori, e possiede un animo riservato e solitario. Il suo carattere è stato profondamente segnato sia dalla morte della madre che dalla sua cecità. Quando si trasferisce in un nuovo liceo, fa subito la conoscenza di Kohinata Hayami, Hinata Kagura e Otoha, tre sue compagne di classe che lentamente lo aiutano ad uscire dal suo isolamento.

## Personaggi

### Hirose Takumi
Doppiatore: Ami Koshimizu
È un ragazzo trasferitosi da poco nella periferia di una grande città, per trovare un rimedio alla sua misteriosa cecità, ed è il protagonista della storia. La morte della madre quando era piccolo, gli lasciò una profonda cicatrice emotiva, che lo ha fatto diventare molto solitario e riservato, potrebbe aver influito, a livello psicologico, sulla sua cecità. Accolto con un caloroso benvenuto dai ragazzi del quartiere, al suo arrivo viene aiutato a trovare il suo nuovo liceo da Hayumi Kohinata. All'inizio sembrava tutto fantastico, ma Hirose si accorge che questo liceo non è tutto rose e fiori. Takumi fa la conoscenza di Otoha, lo spirito del suono e del tempo, che gli farà, per un certo periodo di tempo, il dono della vista. All'inizio Takumi mostra interesse sia verso Hayumi che Hinata, ma i suoi sentimenti alla fine lo faranno propendere per Hayumi.

### Hayumi Kohinata
Doppiatore: Harumi Sakurai
Hayami è una ragazza in classe di Takuma seduta accanto a lui. Ha una personalità asociale e un atteggiamento brusco verso gli altri, non volendo diventare amica degli altri, a causa del suo accettare la condizione di emarginata. La famiglia di Hayami era ricca perché i suoi genitori erano medici. Dal momento che facevano pagare prezzi elevati per gli esami medici e non erano disposti a prendere tutti i pazienti senza pagare le tasse, gli abitanti del villaggio si ribellarono contro di loro, bruciandone la casa e cacciandoli fuori dal paese con l'eccezione di Hayami. Quest'ultima viene evitata dalla maggior parte degli adulti e rimane spesso vittima, senza reagire, del bullismo dei compagni di scuola che la scherniscono chiamandola "scarafaggio". Senza una casa dove stare vive sola in due vagoni del tram abbandonati alla periferia del paese, in seguito incendiati dagli altri adulti per odio. Ha una grande paura dei ragni. Anche se possiede un costume da bagno non partecipa ai corsi di nuoto perché è troppo povera per parteciparvi. Hotaru una volta era la migliore amica di Hayami, ma si trovò costretta a interrompere per ordine del nonno. Alla fine le due si riconciliano grazie agli sforzi di Takuma. Tempo dopo, sempre grazie a Takuma, riesce pian piano a farsi accettare dai compagni di scuola, compresa Yui, colei che più di tutti la bullizzava con due suoi sottoposti. Nell'anime lei e Takuma si innamorano.

### Hinata Kagura/Hotaru Kagura
Doppiatore: Ryoko Tanaka
Hinata è una ragazza molto popolare nel paese, soprattutto per il fatto di essere la nipote del capo del villaggio. Quando Takumi giunge al villaggio, lei, per volere del nonno, e anche per interesse, cerca di stargli il più vicino possibile: infatti il nonno sapeva che la famiglia Hirose aveva grande successo, per cui desiderava che i due si sposassero. Hinata si allontana da Hayumi dicendogli di non dovere più parlare con lei, ma è proprio grazie ad Takumi che Hayumi e Hinata ritornano quelle candide amiche di una volta. Poi nel corso degli episodi si verrà a scoprire che la vera Hinata è morta e che in realtà é Hotaru Kasura, la sorella minore di Hinata. Questa strategia è stato voluta dal nonno di Hotaru, per tenere acceso il nome dei Kagura. All'inizio può sembrare che sia innamorata di Takumi ma in realtà non lo è.

### Otoha
Doppiatore: Mia Naruse
Appare per la prima volta dopo l'arrivo di Takumi, rivelandogli che lui è il prescelto. In seguito diventerà una sua fedele amica, donandogli la vista solo per un tempo limitato, visto che i suoi poteri non sono molto forti. In realtà la prima volta che lo Spirito del Suono e del Tempo è apparso in una delle storie disegnate della piccola Hotaru. Poi, in seguito, anche se non è stato esplicitamente detto nella versione Anime si scoprirà che lei non è altro che la vera Hinata Kagura, sorella maggiore di Hotaru, morta da bambina, mentre stava raccogliendo sulla riva di un fiume, un fiore per la sua adorata sorellina, ma scivolò e affogò. Sin da piccola è stata una ragazza molto diligente, attenta, dolce, generose e simpatica, in grado di dare consigli molto acuti

## Colonna sonora
Sigla iniziale giapponese
- "Katayoku no Icarus" (片翼のイカロス?), testo e musica di Noriyasu Agematsu, arrangiamento di Hitoshi Fujima, interpretata da Yui Sakakibara

Sigle finali giapponesi
- "Kazahane" (カザハネ?) testo di Noriyasu Agematsu, musica di Junpei Fujita, arrangiamento di Daisuke Kikuta, interpretata da Haruka Shimotsuki
- "FOOTPRINTS IN THE SAND" di monet (ep. 12)

Altre canzoni
- "Life" di Haruka Shimotsuki (ep. 12)
- "Magical O TO HA" di Mia Naruse (ep. 8)

## Episodi
| Nº | Titolo italiano (traduzione letterale) Giapponese 「Kanji」 - Rōmaji | In onda          | In onda |
| Nº | Titolo italiano (traduzione letterale) Giapponese 「Kanji」 - Rōmaji | Giapponese       |         |
| 1  | Takuma 「琢磨」 - Takuma                                             | 4 gennaio 2008   |         |
| 2  | Hayami 「はやみ」 - Hayami                                           | 11 gennaio 2008  |         |
| 3  | Hinata 「ひなた」 - Hinata                                           | 18 gennaio 2008  |         |
| 4  | Hamaji 「はまじ」 - Hamaji                                           | 25 gennaio 2008  |         |
| 5  | Kagura 「神楽」 - Kagura                                             | 1º febbraio 2008 |         |
| 6  | Yui 「ゆい」 - Yui                                                   | 8 febbraio 2008  |         |
| 7  | Hotaru 「ほたる」 - Hotaru                                           | 15 febbraio 2008 |         |
| 8  | Otoha 「音羽」 - Otoha                                               | 22 febbraio 2008 |         |
| 9  | Hozumi 「穂積」 - Hozumi                                             | 29 febbraio 2008 |         |
| 10 | Kohinata 「小日向」 - Kohinata                                       | 7 marzo 2008     |         |
| 11 | Hirose 「弘瀬」 - Hirose                                             | 14 marzo 2008    |         |
| 12 | H2O 「H2O」 - H2O                                                    | 21 marzo 2008    |         |